# Philip Dunne
Philip Ives Dunne (11. februar 1908 – 2. juni 1992) var en amerikansk manuskriptforfatter, filminstruktør og producer. Hans Hollywoodkarriere varede fra 1932 til 1965.
Hans evner som manuskriptforfatter førte til, at han i 1960 var engageret til at skrive daværende præsidentkandidat John F. Kennedys taler.
I 1961 instruerede han Wild in the Country med Elvis Presley i hovedrollen.
Dunne døde af kræft den 2. juni 1992 i Malibu, Californien i en alder af 84 år.

## Hæder
Philip Dunne har en stjerne på Hollywood Walk of Fame, foran huset på Hollywood Boulevard 6725, umiddelbart vest for Las Palmas Avenue.
Dunne blev to gange nomineret til en Oscar, første gang i 1941 for How Green Was My Valley og ti år senere for David and Bathsheba.

## Links
- Philip Dunne på Internet Movie Database (engelsk)
- Philip Dunne på Filmdatabasen
- Philip Dunne på Svensk Filmdatabas (svensk)
- Philip Dunne på AlloCiné (fransk)
- Philip Dunne på AllMovie (engelsk)
- Philip Dunne på Rotten Tomatoes (engelsk)
- Philip Dunne på The Movie Database (engelsk)